# Тринадцатилетняя война (1454—1466)
Тринадцатиле́тняя война́ (нем. Dreizehnjähriger Krieg, пол. Wojna trzynastoletnia, также известна в западной литературе как «Война городов») 1454—1466 годов — война между Польским королевством и Тевтонским орденом за доминирование в Восточном Поморье. В результате войны Польское королевство получило выход к Балтийскому морю.

## Предыстория

### Борьба Польши и Тевтонского ордена за Поморье
Конфликт между Польским королевством и государством Тевтонского ордена из-за Гданьского (Восточного) Поморья начался в XIV веке, когда расширявшие в XIII веке свои владения в Пруссии монахи взяли под свой контроль правый берег нижней Вислы и бассейны рек Лавы, Преголи и Ногаты, построив ряд крепостей и основав новые города — Торунь (Торн, 1231 год), Хелмно (Кульм, 1232 год), Эльблонг (Эльбинг, 1237 год), Кёнигсберг (1286 год). В 1308 году, воспользовавшись гражданской войной в Польше между существовавшими по Статуту Болеслава Кривоустого удельными княжествами, орден захватил Гданьск (Данциг) и основал новую столицу в Мальборке (Мариенбург). Результатом этого стала длившаяся с 1326 по 1332 год польско-тевтонская война, подписанный в 1343 году Калишский мир отдавал Поморье крестоносцам, но они были вынуждены признать Казимира III Великого и его преемников прежними властителями и дарителями Ордена в Поморье и Хелмненском крае. Это позволило сохранить юридический принцип верховенства, вытекающий из указов XIII века пригласившего орден для борьбы с прусскими язычниками Конрада Мазовецкого. Признание орденом почётного суверенитета польского короля над спорными землями позволило Казимиру III предъявить папе римскому Иннокентию VI в 1357 году довод о принадлежности этих земель Гнезненскому архиепископству и Польше, а в 1364 году попросить освободить от заключённых под угрозой войны клятв.
В середине XIV века Польша и Тевтонский орден не были заинтересованы в возобновлении конфликта, что в 1366 году было подтверждено на конгрессе в Мариенбурге. Основной целью ордена стал контроль над всем юго-восточным побережьем Балтийского моря и создание сухопутной связи между двумя частями своего государства — Пруссией и Ливонией. С этой целью рыцари оказали вооружённое давление на разделявшую их литовскую Жемайтию. В 1348 году ими была одержана решительная победа над литовско-русской коалицией в битве на реке Стрева. Балтийская политика тевтонцев была частью более широкого плана немецкого контроля Балтийского побережья через прибывавших из Германии купцов и монашеские ордена.
В середине XIV века Гданьск стал главным торговым центром и крупнейшим портом Тевтонского государства в Пруссии.
Польско-тевтонский конфликт возобновился в результате заключения в 1385 году Кревской унии между Польшей и Великим княжеством Литовским, результатом которой стало крещение Литвы и вступление на престол в Кракове литовского князя Ягайло. Крещение последнего языческого государства в Восточной Европе пошатнуло идеологическую основу развития государства Тевтонского ордена, а усиленные унией Польша и Литва стали стремиться вернуть себе отнятые рыцарями Поморье, Хелмненскую землю и Жемайтию. Более того, с 1397 года Тевтонский орден и Ганза столкнулись с давлением заключивших антигерманскую Кальмарскую унию скандинавских стран (Дания, Норвегия, Швеция), в 1408 году рыцарям пришлось вернуть Дании остров Готланд.

### Ослабление государства Тевтонского ордена в начале XV века
После окончания великой войны подписанием Первого Торуньского мира в 1411 года государство Тевтонского ордена впало в глубокий внутренний кризис. В Грюнвальдской битве тевтонская армия понесла сокрушительное поражение, что привело к капитуляции некоторых городов (в том числе Данцига и Торна). Более того, потеря Жемайтии повлекла за собой раздел Тевтонского государства на две отдельные области — Прусское государство на Висле и Преголе и Ливонское государство на Двине и Нарве.
Воспользовавшись отступлением войск польско-литовской коалиции из Мариенбурга в сентябре 1410 года и заключением мира, тевтонские рыцари сумели вернуть себе контроль над восставшими городами, жестоко расправившись с антитевтонской оппозицией в Данциге. Однако последующие войны (Голодная война 1414 года, Отступающая экспедиция 1419 года, Голубская война 1422 года, Нешавская война1431—1435 годов), основанные на разночтениях в прочтении положений мирного договора и территориальных претензиях Польши и Литвы, привели к дальнейшему ослаблению монашеского государства. Орден, не имея уже собственного сильного войска, был не в состоянии противостоять опустошительным вторжениям и ограничивался обороной и удержанием важнейших крепостей.
В конце долгого правления Владислава Ягайло в 1433 году прошла поддержанная гуситами польская экспедиция в Ноймарк и Гданьское Поморье, их разорившая. С учётом решительного поражения в ходе гражданской войны в Литве в битве под Вилькомиром в 1435 году войска поддерживаемого крестоносцами Свидригайло и гибели руководства Ливонского ордена Тевтонский орден заключил Брест-Куявский мир, по которому обязался никогда не вмешиваться во внутренние дела Литвы и Польши, сдать спорные крепости (Нешаву) и поставить внешнюю политику под контроль прусских сословий. Как следствие, горожане и среднее дворянство Тевтонского ордена получили право не повиноваться великому магистру, что позволило возникнуть организованной оппозиции городов и прусской знати.

### Появление Прусского союза
Союз ящерицы был первой организацией прусского дворянства против Тевтонского ордена, но она была уничтожена им после 1410 года. Урон от войн и вербовка наёмников привели к увеличению фискальных расходов, притеснению городов и мелкого прусского дворянства, что тормозило развитие торговли. В то же время возможности продвижения в иерархии Тевтонского ордена оставались привлекательными среди младших сыновей немецкого дворянства, способствуя появлению жаждущих карьеры аристократов, хотя местное население относилось к ним всё более неохотно.
В первой половине XV века экономические связи между отдельными регионами Европы усилились, и континент, преодолев экономический кризис XIV века, активно развивал торговлю. Из-за плохого качества сухопутных дорог и несовершенства транспортных средств наиболее удобными торговыми путями были реки. Развитие городов Поморья и Пруссии зависело от доступа товаров из польской и мазовецкой глубинки, в то же время шляхта Польши и Литвы искала выгодные рынки сбыта и торговые пути по рекам Висла и Неман. Однако таможенные барьеры и финансовый гнёт препятствовали торговле, авторитет Ордена становился всё менее уважаемым для горожан и мелкой знати.
В ответ на проводимую политику города и дворянство Поморья, Хелмненской земли и Пруссии собирались на конгрессах, требуя предоставления участия в управлении государством Тевтонского ордена и отказались платить налоги, а в 1435 году были признаны как гарант соблюдения орденом Брест-Куявского мира. В 1440 году прусские сословия основали Прусский союз, который должен был представлять их интересы.
Руководство Тевтонского ордена приняло контрмеры, стремясь уничтожить оппозицию. Конфликт обострился после избрания Людвига фон Эрлихсхаузена великим магистром ордена в 1450 году, который подал жалобу на союз в папский трибунал, на что оппоненты во главе с Иоганном фон Байзеном ответили обращением к императору Священной Римской империи Фридриху III.
5 декабря 1453 года в приговоре, вынесенном в Винер-Нойштадте, император осудил Прусский союз и приказал его распустить под угрозой жестоких репрессий. Участники союза начали тайно вооружаться и обратились за помощью к королю Казимиру IV Ягеллону.

## Восстание Прусского союза

### I фаза. Начало бунта в Поморье и Повислье
Города и дворянство Восточного Поморья и Пруссии в итоге решили добиваться независимости. Тайный совет Прусского союза рассматривал возможность обращения за помощью и защитой к королям Чехии и Венгрии, а портовые города были готовы рассмотреть короля Дании. Однако возобладало мнение членов общества Ящерицы, представителей Хелмненской земли и Повисля, и было решено начать переговоры с Польшей.
В поддержку союза выступили канцлер Ян Конецпольский и казначей Ян Гинча из Рогова, а также Примас Польши Владислав Опоровский и воеводы граничащих с Тевтонским орденом земель Лукаш Гурка и Николай Шелейский, однако кардинал Збигнев Олесницкий был против. Прежде чем король Казимир IV принял окончательное решение, 4 февраля 1454 года в Пруссии вспыхнуло восстание. Несколько тевтонских сановников, направлявшихся на встречу с представителями Прусского союза, были заключены в Хелмже, а 4 февраля началось нападение на тевтонский замок в Торуни. Гарнизон крепости, блокированный горожанами и обстрелянный артиллерией, капитулировал 7 февраля. В тот же день городской совет Данцига официально сообщил местному командующему о прекращении верности ордену после того, как 5 февраля горожане заняли Большую мельницу и подготовили артиллерийскую и штурмовую технику для атаки на крепость. Великий казначей Ордена прибыл в Краков с 50 тыс. червонных злотых с намерением подкупить избранных членов коронного совета и убедить их отклонить предложение Прусского союза. В конечном итоге, видя мало шансов на успех в этой миссии, казначей уехал в курфюршество Саксония, направив имевшиеся средства на вербовку наёмников.
Успех восстания в Торуни способствовал открытому восстанию — 8 февраля жители Биргелау, Грауденца, Альтхауса и Меве захватили местные тевтонские замки, убивая или изгоняя их гарнизоны. В то же время торуньские повстанцы захватили крепость в Бишёфлих Папау, а затем городской совет Торуни способствовал распространению восстания на всю Хелмненскую землю и поддержал местных повстанцев в захвате замков в Реденеи Швец и Голлубе. Командир осаждённой крепости в Штрасбурге, не видя возможности дальнейшей обороны, сдал замок польскому иновроцлавскому воеводе Яну Косцелецкому.
Тевтонский замок в Данциге сдался 11 февраля без сопротивления, после того, как гарнизону пообещали выплату жалования из городских средств, что позволило повстанцам в регионе помочь другим прусским городам; 9 февраля тевтонцы были изгнаны из Скаршеви, 13 февраля — из Бютова, восстание вспыхнуло также в Прейсиш-Штаргарде. Военные контингенты из Гданьска вошли в Диршау (Тчев) и Беертн . Руководимые портовым городом группы восставших распространили действия на Хаммерштайн и Прейсиш-Фридланд на юге Поморья, а также вдоль побережья Балтийского моря до Лауэнбурга, Лебы, Путцига и Хели.
Тевтонский гарнизон крепости в Эльбинге, несмотря на отсутствие командира Генриха фон Плауэна, оказал ожесточённое сопротивление, после нескольких дневных и ночных штурмов повстанцы заняли замок только 12 февраля. В тот же день капитулировал Пройссиш-Холланд, и после восьми дней восстания 17 ключевых крепостей Повисля перешли под контроль Прусского союза. Захваченные замки в Гданьске, Торуни и Эльбинге были по решению городских советов немедленно снесены, чтобы не допустить возможности установления там независимой власти.
Восстание в Поморье закончилось захватом 26 февраля Шлохау  и разгромом под Хойнице организованного орденом в Германии вспомогательного отряда, завершившегося оккупацией города. В Хелмненской земле против ордена выступали все сословия, в то время как в Гданьском Поморье в восстании участвовали преимущественно горожане, а рыцарство занимало неустойчивую позицию.

### II фаза восстания. Развитие успеха в Пруссии
Действия возглавляемых Эльбингом восставших привели к оккупации значительной части плодородной долины Вислы-Жулав в виде Нойтайха, Христбурга и Либемюля. Известие об успехах восстания и пассивности властей побудило население других округов выступить против рыцарей; жители варминских городов, вопреки позиции местного епископа Франца Кушмальца, захватили Браунсберг и разграбили замок Бальга. Дойч-Эйлау присоединился к союзу за три дня до начала восстания, а действовавшие из Лёбау повстанцы захватили Лаутенбург и Остероде. Гарнизон Кёнигсбергской крепости отразил несколько атак, но после разрушения четырёх башен и значительного участка стены сдался. Затем кёнигсбергские повстанцы захватили Лабиау и Рагнит, а также Кройцбург, Шиппенбайль и Бартен. Восстания вспыхнули в Вормдите, Гейльсберге и Растенбурге.
Развертыванию восстания способствовало отсутствие в замках отдельных командиров, которые по приказу великого магистра отправились на совещание в Мариенбург. Тевтонские рыцари из охваченных восстанием округов, не пытаясь сопротивляться, также пытались добраться до столицы или бежали в Германию, но по дороге многие из них были пленены и убиты. Некоторые из тевтонских рыцарей, не сумевшие добраться до Мариенбурга, нашли убежище в Штумской крепости.
17 февраля началась блокада главного пункта сопротивления Тевтонского ордена — Мариенбурга, охранявшего пересечение путей, проходящих через Жулавы Вислане. Гданьское войско в несколько тысяч человек под командованием члена городского совета Эвальда Вриге при поддержке артиллерии заняло левый берег Ногата, а правый берег реки был блокирован присланными контингентами от других участников союза, связь столицы Тевтонского ордена с внешним миром была прервана.

### Последствия
Участие представителей всех прусских сословий, горожан и части крестьян сделало невозможным для тевтонских рыцарей организовать гарнизоны для обороны своих крепостей. Без какой-либо поддержки со стороны населения в Пруссии орден не мог принять какие-либо контрмеры, а нежелание вступать в противоборство придало смелости восставшим.
Успех был достигнут главным образом благодаря внезапности и вовлечению населения, свободного от работы зимой. Однако повстанцы были не пригодны для ведения войны вдали от своих городов, и с началом весеннего мореплавания многие жители портовых городов нашли прибыльную работу на кораблях. Дальнейшую борьбу городским советам Прусского союза пришлось вести с использованием наёмников.
В то же время распространение восстания на другие социальные группы и его социальный характер обеспокоили патрициев крупных городов и рыцарей Пруссии, ибо они могли потерять быстро завоёванную власть из-за необходимости учитывать мнение простого народа. Политическая борьба за привилегии между отдельными городами и разделение власти пошатнули первоначальную солидарность.
Изменение позиции великого магистра Людвига фон Эрлихсхаузена и внесение им предложений по урегулированию конфликта оказались слишком запоздалыми. Просьбы об арбитраже и призывы о помощи ордена к Мазовии, Дании, Швеции и Силезским княжествам поначалу не имели никакого эффекта.
6 марта 1454 года, после двухнедельных переговоров с представителями Прусского союза, король Польши Казимир IV подписал акт о включении Пруссии в состав его государства. Пруссия сохранила местное право и сословное собрание (Прусский совет); введённые орденом пошлины и таможенные пошлины были отменены. Прусское дворянство имело равные права с польским, а купцы получали свободу торговли.
23 марта 1454 года завербованные орденом наёмники захватили охранявший путь из Германии в Поморье Хойнице, где укрылись остатки верных ордену крепостных гарнизонов.

## Армии

#### Польша
Военная система Польского королевства сформировалась во времена правления последних представителей династии Пястов — Владислава I Локетека и Казимира Великого, и в таком виде просуществовала без существенных реформ до начала Тринадцатилетней войны. Основой войска было посполитое рушение всех частных землевладельцев, после созыва которого они обязались являться со своим оружием и продовольствием. Духовенство не являлось лично, а платило заместителям. Процесс сбора шёл медленно, прибывшая в вооружённый лагерь шляхта выдвигала политические требования о подтверждении и расширения привилегий, от выполнения которых ставила своё дальнейшее участие в войне. Составлявшие тяжёлую кавалерию рыцари не были способны к систематическим действиям при осаде городов и защите торговых путей.
Создание профессиональных наёмных войск и артиллерии, присутствовавших в армии Польши со времён Казимира Великого, зависело от состояния финансов. В поздние годы правления Ягайло и его сына Владислава Варненчика дефицит казны из-за гуситских войн и сражения под Варной помешал Казимиру IV использовать наёмные войска на первых этапах. Во второй половине войны взимаемые с духовенства и дворянства в сеймиках налоги, особенно в Великой Польше, позволили создать современную армию.
Первоначально Польша не имела талантливых и опытных военачальников. Ситуация изменилась с присоединием наёмника Ульриха Червонки. Немногочисленными королевскими наёмниками первоначально командовал Прандота Любешовский, а после его смерти — Пётр Дунин.

#### Прусский союз
На первом этапе войны прусский союз вёл повстанческую борьбу, в ходе которой горожанам удалось захватить и разрушить тевтонские крепости в Данциге, Торуни, Эльблонге и Крулевце. Жители региона также принимали участие в обороне городов союза и поддержании городских стен. Основные города-центры союза имели мощные укрепления.
Войска союза осаждали крепости и города Тевтонского ордена, а также сопровождали корабли и речные конвои. Деньги для найма наёмников поступали от торгового налога. Наёмниками командовали наёмные профессиональные командиры, в том числе чешский наёмник Ян Скальский и советники городских советов.
Попытки среднего прусского дворянства организовать массового сбор войска в первые два года войны не принесли больших результатов, в дальнейшем этому помешало снижение поддержки союза среди рыцарей Нижней Пруссии.
Для ведения войны на море Прусский союз выпускал каперские грамоты, разрешавшие владельцам и экипажам частных вооружённых судов атаковать иностранные корабли и вражеское побережье «по приказу Казимира, короля польского» в обмен на значительную часть добычи. Захваченные корабли (призы) доставлялись в порт Данцига. Самыми выдающимися каперами были Винцентий Штолле и Шимон Люббелов.

#### Тевтонский орден
Военная мощь Тевтонского ордена в XV веке, опиравшаяся на рыцарей-владельцев латифундий и составлявших политическое руководство Ордена и служивших в тяжёлой кавалерии послушников, была сломлена в результате поражения под Грюнвальдом и так и не была восстановлена. Кроме того, вспыхнувшее в феврале 1454 года восстание в Пруссии лишило великого магистра контроля над этой частью государства, сделав невозможным использование всех ресурсов. По необходимости орден использовал свою казну на вербовку наёмников из стран Германии и Чехии. Профессиональные наёмные войска составляли основу тевтонских крепостей и городов и использовались для ведения осад, оказания помощи и нападений на корабли союза. С начала войны ими командовали опытные и талантливые профессиональные командиры: наёмники Бернард Шумборский, Фриц Равенек, Каспар фон Ностиц, Ульрих Червонка, а также сановник Тевтонского ордена, племянник великого магистра и комтур Эльблонга Генрих Рейсс фон Плауэн.
Орден поддержали силезские княжества местных Пястов, отправлявшие свои отряды наёмников.
Истощение финансовых резервов мешало великому магистру продолжать войну профессиональными войсками, однако удалось получить постоянные налоговые поступления от освоенных тевтонских земель (особенно Самбии) и тевтонских владений в Германии (бейливиков), а также в виде займов и грантов от союзников. Важным источником дохода части гарнизонов были грабежи кораблей и конвоев, перевозивших товары между городами Прусского союза, а также взимаемая с перевозивших товары по прусским рекам торговцев дань. Флот ордена был укомплектован моряками и наёмниками, нанятыми поддерживавшими его городами.
По мере продолжения боевых действий Тевтонский орден вновь обрёл поддержку среди населения некоторых городов Прусского союза, что позволило организовать заговоры: сторонники ордена при благоприятных обстоятельствах парализовали оборону и позволяли вернуть город.
Тевтонский орден, как и Прусский союз, нанимал каперов для борьбы на Балтийском море, а также пытался подкупить нанятых городами Прусской конфедерации.

#### Дания и Амстердам
Королевство Дания и город Амстердам, заинтересованные в морской торговле с Тевтонским орденом и Ливонией, были вынуждены в результате нападений прусских каперов вооружить направлявшиеся корабли. В Дании, как и в Швеции, отдельные округа были обязаны по вызову короля присылать корабли с экипажами. Однако систематические действия против вражеских кораблей проводились с использованием каперов.
Военные корабли отличались от коммерческих кораблей тем, что имели установленную в передней и задней части палубы деревянную надстройку, облегчающую абордаж или стрельбу по другому судну.

## Война

### I этап (1454 — осень 1455): попытка присоединения Пруссии

#### Весна-лето 1454 года
21 апреля 1454 года Польша передала Тевтонскому ордену акт объявления войны от 22 февраля, а 28 мая король Казимир IV в Торуни принял клятву верности от прусских сословий Хелмненской земли. В последующие дни аналогично поступили сословия Эльблингской земли и прусские епископы в Эльблонге (10 и 11 июня), Гданьске (16 июня), сословия и города Нижней Пруссии (19 июня в Кёнигсберге). Губернатором стал Иоганн фон Байзен.
Прусский союз мобилизовал наёмные войска и отправил их под командованием Сцибора фон Байзена на осаду Мариенбурга, Хойнице и Штума. 1 апреля гарнизон Мариенбурга под командованием фон Плауэна разбил осаждающих под Калдовом, прорвал осаду, атаковал корабли союза на Ногате и организовал опустошительные набеги на Эльблинг. В мае гданьские войска под командованием Вильгельма Йордана вновь осадили Мариенбург.
Штум был захвачен 8 августа, что позволило направить более крупные силы на последние удерживаемые рыцарями крепости в Мариенбурге и Хойнице.
Казавшееся отчаянным положение Тевтонского ордена летом 1454 года не отражало фактического баланса сил. Польша не могла оказать существенную помощь восставшим из-за глубокого финансового кризиса, и Казимир IV направил посполитое рушение из Великопольского и Куявского воеводств и надворные хоругви против тевтонской крепости в Хойнице.
С другой стороны, в начале войны Тевтонский орден не контролировал всю свою территорию и, как следствие, мог рассчитывать только на союзные войска и наёмников. Для этой цели были выделены все имевшиеся финансы, включая средства, полученные от займов и доходов от бейливиков в Священной Римской империи. Набранное в Чехии и Германии войско размером около 15 тыс. было передано под командование талантливого и опытного командира Бернарда Шумборского. К Тевтонскому ордену присоединилось войско в 1,9 тыс. человек силезского князя Рудольфа Жаганьского, которое из-за контроля восставших над всеми морскими портами пробиралось через Ноймарк и Померанские герцогства к Хойнице.
Мобилизованное в рамках посполитого рушения при Цереквице великопольское дворянство считало бесконтрольное правление магнатов причиной финансового разорения королевства, и по примеру военных экспедиций 1414, 1419 и 1422 годов  в обмен на согласие принять участие в экспедиции выдвинуло лишённому возможности использовать иные войска правителю требования о повышении роли среднего дворянства и сеймиков за счёт ограничения влияния олигархии и высшего духовенства на правительство. Принятие 15 сентября Цереквицкого привилея позволило рушению выступить к Хойнице.

#### Осень — зима 1454—1455 годов
Прежде чем осада Хойнице принесла какие-либо результаты, к крепости с запада подошло 15 тыс. тевтоно-силезское войско под командованием Шумборского и Рудольфа Жаганьского. Под давлением совета Казимир IV решил вступить в бой, поручив командование армией в более 16 тыс. солдат неопытным в военном отношении великопольше и заключил договор о выплате жалованья с командирами прусских наёмников. Главнокомандующий назначен не был.
18 сентября 1454 года битва под Хойницами завершилась тяжёлым поражением поляков и показала превосходство наёмных войск над рыцарским войском: после первой успешной атаки тяжёлой польской конницы, в которой был убит силезский князь, а Шумборский был пленён, попытка захватить вагенбург провалилась, а польская армия была застигнута врасплох атакой гарнизона с фланга. Потери поляков превысили 3,5 тыс. убитыми и пленёнными, королю пришлось бежать.
В результате Тевтонский орден получил доступ в Пруссию и снял осаду Мариенбурга, удалось отвоевать ряд городов и крепостей. Поражение поляков стало шоком для значительной части городов и рыцарей Пруссии и Поморья, пошатнув их уверенность в новой власти, а акт инкорпорации Пруссии был поставлен под сомнение среди европейских государств.
Полякам пришлось предпринять энергичные действия по сохранению новых владений, поскольку в изменившихся условиях наёмные гарнизоны крепостей начали предъявлять чрезмерные требования и стали проводить реквизиции среди горожан и крестьян. Польше и Торуни также становилось всё труднее поддерживать контакты с Гданьском и Нижней Пруссией. В результате опасавшиеся расправы за предательство или под давлением роста протевтонских настроений, города и крепости стали признавать власть ордена, верность Польше сохранили только получившие достаточную воинскую поддержу крепости Поморья.
21 сентября была снята осада Мариенбурга, Тчев в бассейне Вислы после непродолжительной осады сдался, Гнев и Старогард были захвачены без боя, как и Илава (15 ноября) и Тапиава в бассейне Преголы. Казимир IV был вынужден 3 января 1455 года передать Лемборк и Бытув Эрику II Померанскому, поскольку не мог самостоятельно защитить западную часть Гданьского Поморья. В то же время не имевший достаточных средств для выплаты жалованья наёмникам орден 9 октября 1454 года подписал с командующими наёмными войсками договор, гарантирующий в обмен на продолжение службы будущую выплату под залог защищаемых ими городов и крепостей.
По приказу Казимира IV староста Жемайтии Ян Кезгайлович оккупировал район Паланги, блокируя возможность прихода подкреплений из Ливонии.
Казимир IV пытался предотвратить тевтонское контрнаступление, организовав экспедицию малопольского ополчения в Пруссию. Для этого потребовалось предоставить шляхте Малой Польши и русинских земель аналог Цереквицкого привилея, что и случилось 11 и 12 ноября в Нешаве. Отправленное войско было остановлено тевтонцами под Ласином 18 декабря, поляки безуспешно осаждали крепость до 13 января 1455 года, когда из-за отсутствия перспектив решили отступить. Это позволило орденскому войску попытаться захватить Гданьск, что было сорвано поражением от 13 января в стычке под Бискупой Гуркой на окраине нового города.
Следующая экспедиция ордена привела к отвоеванию у союза Дзялдово (Зольдау) (15 февраля), а 9 марта тевтонским рыцарям не удалось захватить Торунь или Хелмно, поскольку усиленный гарнизон союза смог раскрыть заговор в этих городах.
Захват орденом 5 из 11 охранявших переправу нижнего течения реки Вислы крепостей давал возможность его войскам свободно маневрировать и переправляться, подвергая угрозе нападения любой город Прусского союза и судоходство на Висле, а также создавая возможность отрезать Гданьск и Эльблинг от Торуни, Хелмно и польского тыла и, как следствие, экономически разорить города-участники союза.
В феврале тевтонский гарнизон Гнева захватил шедший из Торуни и Грудзёндзя конвой, и вместе с гарнизоном Тчева построил на берегу Вислы земляно-деревянную крепость, чтобы заблокировать движение кораблей по реке. В этой ситуации городской совет Гданьска решил 23 апреля ввести систему вооружённых конвоев, а конгресс Прусского союза в Эльблинге в феврале 1455 года принял новый налог для финансирования этой меры. Его поддержали патриции, но простой народ в лице представителей ремесленных гильдий выступал против. Споры из-за новой пошлины и издержек затянувшейся войны вызвали волну недовольства политикой союза.

#### Весна-осень 1455 года
В результате недовольства 24 марта 1455 года вспыхнули протевтонские восстания в двух из трёх главных районов Кёнигсберга — Старом городе и Лёбенихте, только портовый район Кнайпхоф остался верен полякам.
7 апреля великий магистр заключил региональное перемирие с гарнизонами удерживаемых союзом крепостей Штарогард и Нойенбурга на реке Висла (которые отказались сражаться, когда им не заплатили в оговорённый день) и отправился из Мариенбурга во главе экспедиции для захвата Нижней Пруссии. 13 апреля он достиг Кёнигсберга и начал осаду Книпавы, а 16 апреля принял дань от Старого города и Лёбенихта, а затем захватил Тапиау (снова) и Лабиау в бассейне Преголи, Регнаты и Тильзит в бассейне Немана.
Впечатлённый этими успехами, ливонский магистр Иоганн фон Менгден вопреки позиции городских управ Риги, Дерпта и Ревеля поддержал Тевтонский орден. В ответ литовцы под предводительством Яна Кезгайловича небольшим отрядом заняли тевтонский замок Мемель в устье Немана.
Прусский союз попытался помочь Кнайпхофу, но до порта дошли только апрельские конвои из Гданьска с 400 наёмниками. Майские конвои с продовольствием были отбиты солдатами фон Плауэна, а 25 мая под Илавой ими был разгромлен конвой в 2 тыс. солдат под командованием Рамша Кшикосского, потерявший более 1 тыс. убитыми и пленёнными.
Предпринятая в июне Казимиром IV попытка снять осаду Кнайпхофа закончилась неудачей: ему не удалось убедить Литву вступить в войну против Ордена, а организованная им и Гданьском экспедиция из 1,6 тыс. наёмников под командованием Яна Скальского оказалась слишком слабой и ограничилась взятием старого города Браунсберга и Гутштадта, а также опустошением района Бальги. Получив подкрепление в 600 наёмников из Ливонии и 1,5 тыс. отряд силезского князя Бальтазара Жаганьского, фон Плауэн c 4 тыс. солдат 6 июля начал финальный штурм Книпавы. 14 июля городской район капитулировал на почётных условиях.
В июле выступившие из Хойниц орденские войска захватили Хаммерштейн и Прейсиш-Фридланд, 10 июля экспедиция ордена из Гнева сожгла Швец, а в августе были захвачены Алленштайн и южная Вармия. Однако 21 июля прусские солдаты сожгли Фромборк и заняли укреплённый Собор Успения Богородицы и Святого Андрея, а в августе им удалось отразить нападение на Велаву, убив 200 тевтонских рыцарей. В сентябре Казимир IV организовал экспедицию в 30-40 тыс. воинов посполитого рушения, но 7 октября она остановилась и безуспешно осаждала крепость Лессен. Неэффективность ополчения при осаде городов привела к убеждению, что в будущем войну следует вести наёмниками.
В ноябре экспедиция тевтонских наёмников из Кёнигсберга сожгла замок и предместья в Клайпеде, вынудив литовцев уйти. Подкреплённые 200 наёмниками из Ливонии, тевтонские рыцари в декабре предприняли наступление на литовскую Палангу, где разрушили земляные укрепления, открыв тем самым дорогу из Пруссии в Ливонию и закрепив за орденом второй порт на Балтийском море после Кёнигсберга.
Падение Кёнигсберга навсегда изменило стратегическое положение воюющих сторон: Тевтонский орден сумел вернуть себе порт на Балтийском море и возможность морского сообщения с Ливонией и Западной Европой, а также взял под контроль устье реки Преголя. Это ставило контролируемые союзом крепости на этой реке и её главном притоке Лыне в очень тяжёлое положение и повлекло за собой падение влияния Прусского союза в восточной части государства Тевтонского ордена. Кроме того, располагавшийся в городе флот перешёл на сторону ордена, что вынудило Гданьск и Эльблинг выделить часть кораблей с Вислы и Ногата для операций в Свежском и Вислинском заливах. Более того, городской совет Гданьска был вынужден предпринять военные действия на Балтийском море, чтобы парализовать торговлю, а также поставки продовольствия и оружия для Тевтонского ордена.
Этот успех произвёл большое впечатление на варминский капитул, который согласился на то, чтобы орден присоединил к себе епископские владения (Ольштын и Фромборк), а также отдельные города Прусского союза. Среди противников ордена воцарилось уныние, были заявления о бессмысленности войны и отсутствии перспектив на успех. Попытка включить государство Тевтонского ордена в состав Польши очевидно закончилась неудачей.

### II этап (1455—1458): война на истощение

#### 1456 — лето 1457 годов
Союзной стороне удалось преодолеть кризис благодаря непреклонной позиции поморских городов, которые во главе с Гданьском и братьями фон Байзен были полны решимости продолжать войну.
Череду успехов Тевтонского ордена остановил финансовый кризис, связанный с необходимостью платить наёмным войскам. Уже в апреле 1455 года долг превысил 400 тыс. венгерских злотых (то есть 640 тыс. прусских гривн). Наёмники не согласились на очередное продление долга и отказались продолжать вести военные действия, а отсутствие перспектив выплаты привело к восстанию 2 мая. Чешские и немецкие капитаны во главе своих войск захватили крепости в Мариенбурге, Диршау и Илаве под залог невыплаченных обязательств и удерживали в столице заложником великого магистра Людвига фон Эрлихсхаузена.
В июне после разгрома нижнепрусского ополчения в битве при Илаве-Пруске, тевтонские наёмники стали крупнейшей силой в Пруссии, диктовавшей условия обеим сторонам конфликта. Не надеясь вернуть долги, предводитель капитанов Ульрик Червонка предложил продать Польше удерживаемые наёмниками 21 город и крепость. Переговоры шли долго из-за чрезмерных требований наёмников и длившейся с сентября по октябрь неудачной экспедиции посполитого рушения под Ласин. Переговоры осложнились, когда в декабре разочарованные отсутствием прогресса в переговорах с Прусским союзом и Польшей наёмники пригрозили сделать предложение о покупке всем потенциально заинтересованным сторонам (кроме Тевтонского ордена и Польши это были Ливония, Бранденбург, Померанские герцогства, изгнанный король Швеции Карл VIII и епископ Вармии Франц Кушмальц).
В январе 1456 года тевтонские рыцари отбили крепость в Рыне и отомстили восставшим крестьянам в районе Великих Мазурских озёр, а затем в феврале овладели собором во Фромборке и предприняли неудачную экспедицию в Хелмнскую землю, в ходе которой потерпели поражения при Броднице и Любаве. Весной из-за отсутствия у обеих сторон финансов боевые действия на суше застопорились. Обе стороны ограничились морскими набегами: 21 февраля гданьцы выиграли стычку у Тчева (около 25 тевтонских рыцарей было убито и взято в плен), а в августе напали на незатронутые войной Самбию и район Бальги; 1 ноября гданьский десант под командованием Генрика фон Штадена и Михала Эртмана, грабивший Самбию в районе Лохштедта и Рыбаки, был разгромлен гарнизоном Кёнигсберга (убито и взято в плен более 250 человек, включая командира).
В феврале городской совет Гданьска, после предупреждения Ганзейского союза, выдал каперские грамоты четырём капитанам, разрешая им атаковать тевтонские, ливонские и датские корабли и совершать набеги на тевтонское побережье. Гданьский десант из 1 тыс. наёмников вместе с литовцами Кезгайловича вновь занял район Паланги, перекрыв сухопутный путь из Ливонии в Пруссию. 21 марта фон Плауэн внезапно атаковал литовские укрепления.
В июне не получившие вовремя зарплаты гарнизоны контролируемых прусским союзом Нойенбурга и Штаргарда отказались подчиняться приказам, и в счёт долга начали собирать дань с торговых судов, проходивших через Вислу.

##### Передача крепостей и городов
29 июля 1456 года польский канцлер Ян Грущинский заключил с представлявшими наёмников Червонкой Торуньский договор, предусматривающий передачу к 6 декабря в три этапа 21 города и крепости Польше в обмен на 436 тыс. венгерских злотых.
В ответ тевтонские командиры Шумборский и фон Плауэн воспользовались разногласиями между чешскими и немецкими командирами и 14 августа заставили немецких наёмников выдать им 15 крепостей в обмен на срочные авансы. 16 августа Червонка заключил с королём новый договор, предусматривавший передачу шести крепостей (Мариенбург, Тчев, Илава, Хойнице, Хаммерштайн и Прейсиш-Фридланд), но гарнизоны трёх последних крепостей в конечном итоге решили ожидать тевтонской оплаты. Великий магистр получил необходимые для первоначального взноса средства благодаря специальному налогу, взимаемому в Самбии, и ссуде из Ливонии (200 тыс. венгерских злотых).
Летом 1456 года литовцы под командованием Кезгайловича ещё раз укрепились в Паланге, а 5 августа гданьский флот опустошил окрестности Клайпеды и начал морскую блокаду города.
В сентябре в Торуни вспыхнуло антипольское восстание из-за сбора налогов на оплату наёмников, подавленное прикрывавшими вислинские конвои экипажами кораблей.
У польской стороны были большие проблемы с получением обещанной суммы. В рамках сбора средств Казимир IV 15 и 25 мая выдал Данцигу великую привилегию, наделяющую город крупными торговыми и судебными полномочиями и значительно ограничивающую королевскую власть, одолжил у Карла VIII 15 тыс. гривен под залог Путцига и Лебы. 6 июня он приобрёл у наёмников город и крепость в Мариенбурге, куда торжественно въехал 8 июня, а 13 июня Тчев и Илаву на общую сумму 190 тыс. венгерских злотых. Старостой Мариенбурга стал Червонка, а великий магистр бежал в Хойнице.

#### Лето 1457 — осень 1458 годов
24 августа 1457 года Казимир IV в обмен на обязательство продолжать финансирование военных действий предоставил привилегии Эльблонгу, а 26 августа — Торуни. Помимо привилегий, Торунь получил обещание ликвидировать конкурирующий рынок в Нешаве.
Стремясь расширить успех, была организована экспедиция из Великой Польши и при участии наёмников (ок. 1300 человек) при поддержке Гданьского флота (12 кораблей, ок. 350 наёмников) под командованием Прандоты Любешовского против последней удерживаемой тевтонцами крепости на Висле Меве. Начатая 30 июля и при первоначальном успехе (гарнизону не хватало припасов и боевого духа) осада завершилась поражением 22 сентября из-за вызванного изменой рыцаря из посполитого рушения восстания в польском лагере (виновник был приговорён к смерти королевским судом).
Во время осады великому магистру удалось тайно пробраться на рыбацкой лодке из Хойниц в Кёнигсберг, который он в августе 1457 года стал новой столицей ордена. Эрлихсхаузен получил ограниченный, но постоянный приток денежных средств от недавно принятых сборов в Самбии. Кроме того, под давлением Червонки Бернард Шумборский был в конечном итоге освобождён из польского плена и взял на себя командование тевтонской армией. Он начал наступление в бассейне Лины, разграбив окрестности Велау и Семпополя, в битве при последней он победил прусские войска из Вармии под командованием Отто Махвица.

##### Осада Мариенбурга
Узнав о положении в Мариенбурге и установив контакт с благосклонными к ордену горожанами, Эрлихсхаузен отправился под город и в ночь с 27 на 28 сентября занял его. Предпринятый немедленно штурм крепости был отбит гарнизоном во главе с Червонкой. В последующие дни тевтонские рыцари укрепились в городе и начали блокаду крепости, а Червонка предпринял изнурительный обстрел города со стен замка. Оставив патовую ситуацию, Шумборский начал экспедицию через Жулавы Вислы в сторону Гданьска, заняв небольшие населённые пункты, но 1 октября после стычки у нового пруда продвижение тевтонских рыцарей было остановлено вагенбургом гданьского войска под командованием Любешовского. Отступление тевтонских войск позволило прусским союзным контингентам из Эльблонга и Гданьска наладить связь с гарнизоном крепости в Мариенбурге и присылать ему припасы.
Во второй половине октября Шумборский предпринял экспедицию в район Хелмно, значительная группа жителей под руководством наёмника Николая Скальского, которого выразила желания признать власть ордена, озлобленная упадком экономики и значения города и недовольная не предоставлением Казимиром IV Хелмно привилегий, аналогичных в Гданьске, Эльблонгу и Торуни Заказ. Заручившись поддержкой Скальского, 24 октября Шумборский захватил Хелмно.
Отступление тевтонских рыцарей к Крулевцу позволило 7 ноября экспедиции в 4 тыс. солдат из Торуни под защитой вооружённых судов снять блокаду крепости Мариенбурга. 20 ноября экспедиция достигла Мальборка и начала осаду города. Результатом последовательно проводимой блокады и обстрелов стали разорение города, сожжение мельниц и падение морального духа голодающего гарнизона, вступившего в переговоры о капитуляции с осаждающими. Ситуация изменилась 19 января 1458 года, когда после прорвавшегося в город вспомогательного конвоя под предводительством Шумборского гарнизон был усилен и хорошо оснащён, а командование принял на себя Августин Тротцелер. Тевтонские набеги разграбили Жулавы Висляне, но противодействие Червонки и Сцибора со стороны Понеца привело к остановке тевтонского наступления на Повисле. Накал боёв за город снизился, и 18 марта осаждающие отразили набег сопровождавших обоз с продовольствием 400 ливонских наёмников, вынудив их отойти к Гневу.
Однако тевтонским рыцарям удалось доставить часть припасов в осажденный Мариенбург по воде через Ногат и под командованием Шумборского 23 марта были сожжены окрестности Торуни. 24 апреля в стычке под Валихнувом тевтонский гарнизон Гнева застал врасплох и разбил эскорт вислинского конвоя из Торуни, захватив и разграбив его корабли, что, несмотря на последующее отвоевание части кораблей пришедшим на помощь флотом из Эльблонга дезорганизовало движение союзных конвоев по Висле, и 27 мая ещё один тевтонский обоз с продовольствием достиг осаждённого города.
В ответ на эти неудачи 20 июля началась ещё одна польская экспедиция (20 000 дворян и 600 татар из надворных хоругвей) под командованием Петра из Шамотула. После захвата крепости в Папово-Бискупе войско ушло в сторону Мариенбурга, но, дойдя до осаждённого города, было решено не штурмовать его, а снова осадить. В ночь с 15 на 16 августа тевтонские рыцари захватили крепость в Нойенбурге, начав подвергать угрозам судоходство со своей второй позиции на нижней Висле, рядом с Гневом.
Из-за неразрешённости ситуации под Мариенбургом стороны конфликта согласились на 9-месячное перемирие, подписанное 14 октября в Прабутах, в ходе которого должны были состояться мирные переговоры.

#### Военные действия на Балтийском море в 1455—1458 годах
Поддержка Тевтонского ордена со стороны Ливонского ордена весной 1455 года поставила конфликт между Прусской Конфедерацией и Польшей и Тевтонским орденом в более широкий контекст борьбы за контроль над побережьем Балтийского моря. Дания была заинтересована в контроле над портами на восточном побережье Балтийского моря, и после заключения 1 июня 1455 года соглашений с Ливонией и Любеком во Фленсбурге объявила войну Польше и Прусскому союзу, а датские корабли начали патрулировать прусское побережье. 14 июля Тевтонский орден вернул себе Крулевец, а в конце ноября — второй для себя порт на Балтийском море Клайпеду. Таким образом, тевтонские рыцари получили возможность связаться со своими союзниками по морю, захватив устья рек Преголы и Немана, и начали торговлю с Литвой по Каунасскому водному пути.
В ответ в 1455 году городской совет Гданьска был вынужден выдать каперские грамоты 13 капитанам вооружённых морских кораблей, позволив им атаковать направлявшиеся в Кёнигсберг и Клайпеду и обратно корабли с целью парализовать торговлю с Тевтонским орденом и прервать для него поставки продовольствия и оружия. В 1456 году война на море стала масштабнее, было дозволено атаковать идущие в Ливонию и Данию суда с последующей взаимной конфискацией датских товаров и кораблей в портах Прусского союза и Дании. В феврале 1456 года городской совет Гданьска, после предупреждения Ганзейского союза, выдал каперские грамоты четырём капитанам, разрешая им атаковать тевтонские, ливонские и датские корабли, а также атаковать тевтонское побережье.
Отрезание подконтрольных ордену территорий от польской экономической базы привело к значительному росту цен на некоторые товары, что привело к высокой рентабельности торговли. Это побудило ганзейских и голландских купцов рискнуть отправиться в тевтонские порты. В мае 1456 года направлявшийся в Кёнигсберг амстердамский конвой под командованием бургомистра города Мевес Реймерссон подвергся нападению жителей Гданьска у пролива Бальга, в результате чего Амстердам начал военные действия против союзного флота.
Неоднократные столкновения из-за Балтийского пролива в сочетании с попытками прусского союза заблокировать его затонувшими кораблями отрезали Эльблонг от Балтийского моря, в результате чего его торговля сосредоточилась на перевалке экспортируемых и импортируемых через Гданьск товаров.
В феврале 1457 года продатская оппозиция изгнала Карла VIII из Швеции и 26 июня восстановила власть Кристиана I. В ночь с 14 на 15 августа вооружённые корабли из Гданьска под командованием Якуба Гейне в первой битве при Бонхольме разгромили и заставили отступить датский конвой, направлявшийся на помощь тевтонским рыцарям.
В начале 1458 года Гданьск решил вести неограниченную морскую войну и усилить наступление: весной 1458 года была выдана 21 каперская грамота, летом 1458 года — 12 грамот, а кораблям было разрешено атаковать датское и ливонское судоходство в Датских проливах и вдоль побережья Западной Померании и Мекленбурга, а также для нападения на города и порты Дании, датской Норвегии и Готланда. Захват гданьскими каперами 45 кораблей парализовал балтийскую торговлю, в результате чего Ганзейский союз начал оказывать давление на конфликтующие стороны, стремясь прекратить военные действия. 28 июля 1458 года в Гданьске было заключено перемирие между Данией и Польшей, лишившее Тевтонский орден его главного союзника, хотя перемирие время от времени нарушалось обеими сторонами.

### III этап войны (осень 1458 — весна 1462): контрнаступление Тевтонского ордена

#### 1458—1460
На Пётруквском сейме в январе 1459 года одержала верх фракция сторонников продолжения войны, и мирные переговоры были прерваны. Купцы воспользовались периодом перемирия, чтобы возобновить торговлю на водном торговом пути к Висле и Преголе, поскольку совет Гданьска временно отказался от системы конвоев. Это позволило доставить припасы в опорные пункты союза на реке Лыне, но весной 1459 года вспыхнули конфликты по поводу сбора дани с купцов тевтонскими гарнизонами крепостей в Нойенбурге, Гневе, Тапиаве и Крулевце, а также как у оплота профсоюза в Швеце. Казимир IV запретил покупку охранных грамот у наёмников с обеих сторон, и в летний сезон речная торговля рухнула. В период с апреля по июнь 1459 года герцог Померании Эрик.
Военные действия возобновились 13 июля, но ограничились стычками мелких отрядов в Жулавах (близ Мариенбурга) и Померании (близ Лемборка) — измученные затянувшейся войной стороны не смогли мобилизовать более крупные силы. В ноябре в Эльблонге было заключено ещё одно перемирие, не охватывающее Гданьского Поморья.
Городской совет Гданьска начал реорганизовать систему конвоев на Висле, введя фиксированную плату для наёмников, один прусский штраф за каждый ласт и учредив комиссию для обеспечения взыскания сборов. 18 декабря 1459 года Петркувский сейм издал запрет на перепродажу товаров гарнизонам тевтонских крепостей, а также ввёл налог на товары и доходы духовенства для военных целей. Куявский воевода и Торуньский городской совет получили право конфисковывать товары у тех купцов, которые заключили соглашения с тевтонскими наёмниками. Охрана октябрьского конвоя в Гданьск отразила нападение тевтонов на корабли и в ответ сожгла пригород Нойенбурга.
После смерти Яна фон Байзена новым губернатором Пруссии стал его брат Сцибор. В начале 1460 года тевтонский отряд под командованием Каспера Ностыка захватил в Польше крепость Валча, а отряд под командованием великого магистра двинулся вверх по Преголе на Велаву. Прусская флотилия из 24 кораблей под командованием Яна Скальского атаковала незащищённое побережье Самбии и Вислинского залива, но не смогла серьёзно угрожать тылу противника.
В 1460 году умер польский командующий наёмными войсками Прандота Любешовский. В марте Червонка предстал перед королевским судом в Праге, обвинённый Бернардом Шумборским в нарушении правил чести из-за продажи тевтонских замков Польше. Георгий Подебрадский разрешил спор между являвшимися чешскими подданными наёмниками в пользу тевтонского командующего, и Червонка был отправлен в тюрьму. За полученный кредит Шумборский нанял 3 тыс. наёмников, во главе которых вошёл в Поморье. К нему присоединился гарнизон Валчи, сжёгший после своего ухода крепость.
Прежде чем Шумборский успел достичь Мариенбурга, город 6 августа капитулировал перед королевскими войсками. В ответ Шумборский разделил свои силы; отряд под командованием Равенека напал на Пруща-Гданьского и сжёг окрестности Данцига, пленив более 300 горожан, а затем совершил набег на побережье Гданьской бухты, 10 октября были взяты Лемборк и Бытув, а 13 октября — Пацк. Войска под командованием Шумборского форсировали Вислу и, опираясь на базу в Хелмно, до 19 сентября захватили Голуб на реке Дрвенце, блокировав замок, а в ночь с 10 на 11 ноября заняли крепость в Швеце. В результате в конце 1460 года большая часть крепостей Гданьского Поморья была захвачена тевтонцами, под прямую угрозу попали главные центры Прусского союза Гданьск и Торунь. Казимир IV нанял 800 наёмников, отправленных для усиления Гданьска под командованием бургграф Кракова Петр Дунина. Несмотря на успехи ордена, система конвоев позволяла пруссакам поддерживать транспортное сообщение на Висле.

#### Вармия и Нижняя Пруссия (1460—1461 годы)
19 августа 1458 года епископ Вармии Энео Сильвио Пикколомини был избран папой римским под именем Пия II. Находясь в конфликте с Казимиром IV, он назначил своим преемником Павла Легендорфа. В октябре 1460 года новый епископ достиг соглашения с великим магистром о нейтралитете Вармии. Прусские гарнизоны в Пройссиш-Холланде, Вормдите и Либштадте в северной Вармии из-за отсутствия денежных выплат заключили перемирие с тевтонцами. В период с января по август Легендорф взял под свой контроль Гуттштадт, Зеербург и Лаутенбург. Противодействие прусского флота под командованием Яна Скальского предотвратило захват прибрежного города Браунсберга в апреле 1460 года и привело к неоднократному грабежу побережья Самбии, но это не помешало дальнейшим тевтонским успехам в бассейне Лыны.
В ночь с 10 на 11 сентября 1461 года недовольные дальнейшим пребыванием флота Скальского горожане Браунсберга перешли на сторону епископа, который после этого напал на Фромборк и осадил удерживаемый пруссаками Собор Успения Богородицы и Святого Андрея.
В ночь с 15 на 16 сентября великий магистр захватил Прейсиш-Фридланд, 18 октября — Шипенбайль на реке Лыне и Растенбург, а 27 октября — Морунген. В результате кампании 1461 года Нижняя Пруссия вновь оказалась под властью Тевтонского ордена, а Вармия перешёл к епископу Павлу Легендорфу.
Пруссаки при поддержке королевских наёмников контратаковали Вислинский залив, вынудив в октябре 1461 года Легендорфа и тевтонских рыцарей отступить из Фромборка, а в ночь с 29 на 30 ноября безуспешно атаковали Браунсберг, где Скальский был ранен.

#### Кампания 1461 года
Первоначально Казимир IV хотел отправить собиравшуюся в Куявии в начале лета 1461 года экспедицию посполитого рушения к реке Лыне для помощи осаждённым тевтонцами и епископом Легендорфом крепостям. Для этой цели начали готовить мост, по которому войско должно было пересечь Вислу. В конечном итоге королевские советники вынудили изменить цель экспедиции на западную Гданьскую Померанию, чтобы провести вооружённую демонстрацию на границе погрузившегося в хаос после смерти Эрика герцогства Померания-Слупск, и атаковать крепость в Хойнице, через которую орден переправлял подкрепления по суше.
16 июля 1461 года в Кракове во время беспорядков горожане убили хелмского старосту Анджея Тенчинского, брата краковского кастеляна Яна. Узнав о смерти и осквернении тела представителя самого могущественного дворянского рода, собравшиеся в Куявии рыцари потребовали наказать город и пригрозили, что в противном случае они силой пойдут в Краков, чтобы восстановить справедливость. Казимир IV встал на сторону дворянства, обещая удовлетворить их требования, и 25 августа 1461 года экспедиция пересекла границу Пруссии, 1 сентября захватила крепость в Дебжно и начала блокаду Хойниц, удерживаемую Ностичем. В то же время экспедиция в Слупское герцогство разграбила Щецинек.
Отсутствие прогресса в блокаде Хойнице, политические межфракционные распри и ухудшение погодных условий привели в сентябре к демобилизация посполитого рушения и введение налога за продолжение войны с использованием наёмников, за что выступал Ян Тенчинский. Казимир IV отступил из Хойниц и 25 сентября 1461 года на съезде прусских сословий в Быдгоще извинился за неудачу и представил изменённую стратегию действий, которую приняли представители союза.
16 октября 1461 года Прусский союз отбил крепость в Швеце, а 31 октября прибывшие в Померанию войска в 2 тыс. наёмников под командованием придворного маршала Петра Дунина штурмовали крепость в Лессен и — после перемещения лодок с Ногата — крепости в Штуме. В ночь с 11 на 12 ноября Дунин и Шимборский столкнулись под Бродницей; тевтонские рыцари в союзе с жителями заняли город, но крепость захватить не удалось. Экспедиция Дунина из Ласина доставила в замок припасы и нанесла осаждающим тяжёлые потери. Пруссакам удавалось поддерживать бесперебойное движение конвоев по Висле в условиях ожесточённых боев с тевтонскими набегами из Нойенбурга и Гнева.
8 декабря 1461 года Равенек захватил Штаргард, 6 января 1462 года тевтонские рыцари под предводительством Ностыка отбили Дебжно, а 5 марта капитулировала крепость в Броднице.
Согласованные на переговорах в лагере ополчения под Хойнице окончательные изменения в политической системе Польши и её военной стратегии произошли в декабре 1461 года на сейме в Новы-Корчин. Выполняя данное рыцарям обещание, Казимир IV созвал дворянский суд для рассмотрения дела убийц Анджея Тенчинского, вопреки Вислицкому статуту и привилегиям Казимира Великого от 7 декабря 1358 года, приказав дворянину подать в суд на горожан перед городским трибуналом. Суд, действуя на основании Нешавских статутов, приговорил к смертной казни мэра Кракова Станислава Лейтмитера и пятерых горожан, ответственных за поддержание мира в Кракове. 15 января 1462 года они были обезглавлены в Вавельском замке. В то же время сейм ввёл высокие налоги для вербовки наёмников и продолжения войны с Тевтонским орденом.
В середине 1462 года Польша и Прусский союз контролировали только Вормдит и Фромборк в Вармии, Найденбург и Пройссиш-Холланд в Верхней Пруссии, Мариенбург и Эльблонг в Повисле, а также охранявшие Вислу крепости Швец и Диршау. Поддержание связи между Польшей и Торунью, а также оказавшимися под угрозой после недавних успехов ордена Данцигом и Жулавами, требовало поддержания системы конвоев под защитой вооружённого эскорта. В Гданьском городском совете возник заговор в пользу Тевтонского ордена, который был кроваво подавлен.

#### Война на Балтийском море (1459—1463 годы)
Лишившись в 1459 году союзника в лице Дании, Тевтонский орден начал с помощью Амстердама формировать каперский флот и предостерёг ганзейские города от торговли с Данцигом. В июне 1460 года его флот насчитывал 6-8 кораблей небольшой военной ценности, так как опытные экипажи были наняты Прусским союзом несколькими годами ранее.
С 1460 года Прусский союз по требованию Ганзы ограничил морскую войну патрулированием восточного побережья Балтийского моря и острова Готланд и нападениями только на тевтонские и ливонские корабли и направлявшиеся в Клайпеду или Кёнигсберг суда. Любек в феврале 1460 года направил три вооружённых корабля в Померанию для контроля соблюдения Данцигом условий перемирия и борьбы с независимыми пиратами. 8 июля данцигский каперский корабль «Lyckuff» под командованием Симона Люббелова захватил во второй битве у Борнхольма три тевтонских корабля, а ещё три были захвачены во второй половине июля 1460 года любекскими кораблями («Коги мира»). В октябре 1460 года Тевтонский орден захватил новые балтийские порты Леба и Путциг, чьи гарнизоны вооружили несколько кораблей и весной 1461 года начали морскую блокаду Данцига, захватив 8 польских кораблей. В ответ город вооружил около 20 каперских кораблей, которые летом отправились в окрестности Хеля, Ливонии и Готланда, прогнав тевтонские корабли и захватив 10 голландских кораблей. Возобновление морской войны вызвало протесты Дании и привело к репрессиям против купцов и каперов Данцига. В результате Прусский союз решил отдать захваченные корабли голландцам и выдать нейтральным судам сертификаты для торговли с ливонскими городами.
В результате посредничества Ганзейского союза 6 августа 1462 года Прусский союз и Польша заключили мирный договор с Данией в Любеке, в сентябре было заключено перемирие с ливонскими городами, а в октябре — с Амстердамом в Брюгге. В апреле 1463 года Ганза направила четыре «Кога мира» против вторгшихся в нейтральные воды тевтонских кораблей.
Летом 1463 года Эльблонг сформировал собственный каперский флот из судов Скальского из Фромборка и поссорившегося с властями Данцига капера Якуба Вохса, после окончания перемирия атаковавший остров Форё близ Готланда.

### IV этап войны (лето 1462—1466 годов).

#### Кампания 1462 года
В первой половине 1462 года из-за чешского посредничества на Глогувском съезде активные военные действия не велись, хотя в июне тевтонский гарнизон Хойниц разграбил Крайну. В конце концов, великий магистр не явился в Глогув, и Казимир IV 27 мая заключил договор с Йиржи, предоставивший Польше свободу действий в Пруссии. Кроме того, из чешского плена был освобождён Червонка.
Поляки использовала время для сбора и реорганизации войска и привлечения новых наёмников, на что были выделены заимствованные у Торна финансы. 1 июля началось Дунинское наступление на Висле — под прикрытием наёмных войск и надворных хоругвей 300 крестьян уничтожили посевы под Хелмно, а затем королевские войска отразили набег тевтонцев на замок Дыбов под Торном, начав обстрел удерживаемого орденом Голуба.
15 июля тевтонское и варминское войско в 3 тыс. человек под командованием фон Эрлихсхаузена и Легендорфа осадило Фромборк, в ходе неё между ними выявился конфликт по поводу прав на местный собор. В ответ Дунин перебросил часть своих сил на Вислинский залив и с помощью кораблей Данцига и Эльблонга высадил десант в Самбии, в ночь с 7 на 8 августа 1462 года уничтожив Фишхаузен, а 24 августа осадил Бранево и совершил набег на Северную Вармию. Боязнь разграбления Самбии и конфликта между магистром и епископом вынудила союзников снять осаду Фромборка, тевтонцы отступили в Кёнигсберг.
Это позволило войскам Дунина вернуться в Данциг и начать в конце августа кампанию по блокаде удерживаемых орденом крепостей на западе Гданьского Поморья. После прибытия отряда данцигских наёмников в 900 солдат во главе с Мацеем Хагеном армия Дунина в 2 тыс. человек двинулась по берегу Гданьского залива, умиротворяя кашубские деревни и отрезая тевтонский гарнизон Путцка от снабжения продовольствием.
В ответ фон Равенек и Ностиц объединили под своим командованием гарнизоны крепостей Нойенбург, Лауэнбург, Альт-Кишау, Меве, Прейсиш-Штаргард и Путциг, собрав войско в 1 тыс. всадников, 400 пехотинцев и 1,3 тыс. крестьян. Во главе этих сил 16 сентября они окружили войско Дунина под Свецином, построив частокол и лишив поляков потенциальных путей отхода. 17 сентября произошло решающее сражение: после нескольких часов ожесточённых кавалерийских столкновений тевтонская атака на польскую пехоту сорвалась, и фон Равенек был убит. Контратака сил Дунина привела к захвату тевтонского лагеря и резне вражеских солдат — погибло около 1 тыс. солдат, в том числе 300 всалников, 70 наёмников попали в плен, поляки захватили также 200 повозок с орудиями и боевой техникой. Польша и Прусский союз потеряли 100 убитыми и 150 тяжелоранеными. Преследовавшая отступавших польская кавалерия отбила шедший на помощь тевтонцам отряд Эрика II. Выжившим тевтонским солдатам во главе с Ностицем удалось отступить в Хойницы. Поражение под Свецином положило конец войне на западе Гданьского Поморья, Дунин взял на себя полную инициативу и захватил Шёнек (30 сентября) и Берент (4 октября).
Успехам польской и прусской стороны в Западной Померании не мог противостоять Бернард Шумборский, который 17 сентября 1462 года проиграл стычку под Ясенцем возле Нойенбурга и не смог предотвратить захвата Червонкой 25 октября города Голуб.

#### Кампания 1463 года
После понесённых осенью 1462 года поражений Тевтонский орден лишился сил в бассейне реки Вислы, а не имевшие безопасного тыла и непосредственной связи с Кёнигсбергом командиры не имели достаточных средств для оплаты солдат. Сохранение Тевтонского ордена зависело от вмешательства сил великого магистра, расположенных в бассейне Преголы.
Запланированному наступлению в Гданьском Поморье из Кёнигсберга препятствовала Нижняя Висла, на берегах которой в начале 1463 года орден удерживал только крепости Меве и Нойенбург, доступ к которым блокировали Эльблонг и Мариенбург. В этой ситуации фон Эрлихсхаузен принял решение дождаться действий польской стороны и в соответствии с обстоятельствами противодействовать им, а также усилить гарнизон Меве, которым командовал комтур Ульрик фон Изенхофен.
Воспользовавшись полученной инициативой, Пётр Дунин продолжил отрезать Гданьское Поморье от Пруссии: 6 июля его войска снова уничтожили посевы под Хелмно, а 27 июля Томец из Юлькова начал атаку на крепость и город Меве. Купцы из Торуни и Мазовии оказывали давление на городской совет Данцига, чтобы Меве стал приоритетной целью наступления, поскольку стратегическое положение города над оттоком Ногата представляло наибольшую угрозу для прусских конвоев. Осаду проводило ок. 1 тыс. солдат и 10 вооружённых лодок из королевских наёмников и контингентов Данцига и Торуни. Первые штурмы сильно укреплённого, расположенного в удобном для обороны месте города и замка были отбиты, и союзное командование решило изменить тактику — окружило город полевыми укреплениями и начало тесную блокаду со стороны суши и реки.
Поскольку положение осаждённой крепости не позволяло удержать её силами гарнизона, великий магистр решил организовать экспедицию. В августе 1463 года отдельный отряд под командованием фон Плауэна вышел из нижней Пруссии, и 7 сентября под Нойенбургом соединился с отрядом Шумборского из Хелминской земли, образовав на юге группу в 1,2 тыс. человек. Группировка обошла с запада осаждённый Меве и на следующий день достигла Штаргарда.
Северная группировка тевтонских войск, насчитывающая 1,5 тыс. солдат и более 300 моряков, на 44 кораблях и лодках отправилась из Кёнигсберга 7 сентября. Великий магистр фон Эрлихсхаузен планировал сосредоточить обе группировки под Кайзермарком на Жулавах.
Узнавшие о подготовке ордена союзники решили поддержать осаждающих Меве: были усилены гарнизоны Мариенбурга и Эльблонга, которые также собрали флот в устье Ногата. Данциг блокировал полевыми укреплениями реку Скарпаву в районе Жулав и выставил 10 кораблей и 500 наёмников под командованием Райца Мацея Колменера и капитана Винцента Штолле, а также снял с Балтийского моря каперские корабли, чтобы помешать тевтонцам двигаться вдоль северного побережья Вислинской косы.
9 сентября 1463 года перевозивший северную группировку тевтонских войск флот попытался форсировать плотину под Жулавками, но после двух дней столкновений был отбит. 12 сентября в Штаргарде к южной группировке ордена присоединился отделённый отряд из 800 человек из гарнизонов крепостей в Гданьском Поморье, и отряд в 2 тыс. человек двинулся вдоль Вислы на север, образовав вагенбург на её левом берегу в районе Шатткау. Только отделённый отряд пересёк Скарпаву и атаковал данцигский конвой с припасами.
Опасаясь нападения эльблонгских кораблей в тылу, великий магистр 13 сентября отступил в более широкие воды Вислинского залива в районе Эльблонгской возвышенности, где тевтонский флот был загнан в угол и лишён пути в Кёнигсберг. 15 сентября 1463 года в битве на Вислинском заливе, используя благоприятные погодные условия и превосходство в качестве моряков, союзники с 33 коряблями полностью уничтожили флот ордена, захватив или потопив 43 корабля, убив около 1 тыс. и взяв в плен почти 500 солдат. Только корабль великого магистра сумел с оставшимися в живых отступить в Кёнигсберг. Узнав о поражении основных сил, неоплаченная и деморализованная южная группировка тевтонских войск распалась, а отдельные её части вернулись в удерживаемые тевтонскими войсками крепости и в Хелмно.
29 сентября 1463 года эльблонгский флот под командованием Скальского атаковал и разграбил поселение Святого Альбрехта под Кёнигсбергом. 24 октября пруссаки отразили нападение фон Плауэна на Пройссиш-Холланд. 13 декабря Бернард Шумборский заключил перемирие с королём Казимиром IV, по которому оставшиеся в его владении города Хелмн, Штрасбург и Штаргард признали королевский сюзеренитет. В декабре королевские наёмники, напав из Ниденбурга, разграбили Ольштын.
Лишённый надежды, гарнизон Меве капитулировал 1 января 1464 года. Потеря ключевой крепости в Гданьском Поморье, всего флота и большей часть армии, а также чешского и варминского союзников, фон Эрлихсхаузен больше не мог рассчитывать на выгодный мирный договор.

#### Кампания 1464 года
16 марта 1464 года епископ варминский Павел Легендорф по договору в Эльблонге дал присягу на верность Казимиру IV и пообещал объявить войну Тевтонскому ордену после того, как король послал подкрепление на территорию епископства.
1 апреля 1464 года эльблонгский флот выиграл стычку за Балтийский пролив, победив укомплектованный наёмниками из Ливонии тевтонский флот, а 2 июля эльблонгский десант под командованием Скальского разрушил верфи под Старым городом Кёнигсберга, не позволяя ордену восстановить флот до конца войны.
23 апреля гданьские войска под командованием Мацея Колменера заблокировали Путциг, а тевтонские наёмники Лебы заключили перемирие с прусским союзом. В июне тевтонские Капры Куршского залива захватили 10 гданьских кораблей, но ответная атака во главе с городскими советниками и Капра Любеллова на Клайпеду помогла отбить их. До конца войны гданьские каперы патрулировали Балтийский и Клайпедский проливы, захватывая пытавшиеся прорвать блокаду ливонские суда, и сражались с тевтонскими коллегами.
28 июля Томец с Младковым во главе королевских наёмников начал осаду Нойенбурга, бывшего последней тевтонской крепостью на Висле. 30 июля внезапная скоординированная вылазка гарнизона, а также из Штаргарда и поморских крепостей разгромила союзные войска, нанеся им тяжёлые потери, но 1 августа Дунин с 700 кавалеристами и 20 торуньскими кораблями восстановил осаду. 13 августа осаждающие были усилены надворными хоругвями и артиллерией, после чего город начали окружать полевыми укреплениями.
24 сентября 1464 года капитулировал Путциг, а Польша также овладела Дзялдово. Не имея достаточных сил для разгрома осаждающих Нойенбург, фон Плауэн стремился сорвать осаду окончившимися неудачно кавалерийскими набегами на Эльблонг (13 октября) и на Торунь (в ночь с 30 на 31 октября).
1 февраля 1465 года Меве капитулировал на почётных условиях, и его гарнизон двинулся к Штаргарду. Прусский союз восстановил контроль над всем течением нижней Вислы.

#### Последние бои
Из года в год Тевтонский орден получал всё меньшую финансовую помощь из-за границы, и попытки ввести новый налог в Пруссии вызвали сопротивление. Не имея возможности привлечь средства ни для погашения долгов перед наёмниками, ни для получения новых солдат, великий магистр был вынужден приступить к мирным переговорам. Смирившись с проигрышем и потерей Поморья, рыцари не хотели соглашаться на утрату Мариенбурга и контроля над Ногатом. Этот постулат был неприемлем для поляков, которые решили продолжить военные действия.
Наступление поляков приостановили эпидемия и нехватка финансовых средств, соответствующие налоги были приняты лишь летом 1465 года. Ослабление позиций ордена в бассейне реки Вислы способствовало усилению торговли по ней, хотя опасавшийся вылазок гарнизонов тевтонских крепостей, в частности из Старогарда Гданьского, Прусский союз продолжал поддерживать систему конвоев.
В феврале 1465 года тевтонский гарнизон Штаргарда, усиленный покинувшим Нойенбург отрядом, совершил два разрушительных вылазки на гданьские Жулавы. В ответ Казимир IV выбрал Штаргард новой целью. Прежде чем королевское войско успело войти в Пруссию, гарнизон Штаргарда под командованием комтура Ганса фон дер Сали 31 июля 1465 года атаковал Дирша, а 27 августа — Меве. Воспользовавшись деморализацией не получавших зарплату и грабивших окрестности королевских наёмников, тевтонцы неожиданно пленили часть гарнизонов этих замков, но прибывшая подмога из Данцига и Мариенбурга не позволила их захватить.
Несмотря на осаду, тевтонцам удалось совершить 15 ноября вылазку под Прауст, а 4 декабря часть королевских войск отступила из-за трудностей с подготовкой. Оставшиеся осадные силы под командованием Готарда Радлинского укрепились недалеко от города, и 12 декабря прибывший собранный из гарнизонов Поморья тевтонский отряд был отбит.
В январе 1466 года ливонский магистр отправил отряд из 600 наёмников, который был разбит жмудью при попытке прорваться по суше к Клайпеде, часть солдат утонула в Клайпедском проливе.
11 февраля епископ Вармии Павел Легендорф объявил войну Тевтонскому ордену, а в ночь с 10 на 11 апреля варминские и прусские силы под командованием Скальского заняли Пененжно. Вармия была потенциальной основой для наступления в направлении Кёнигсберга, а епископ призывал к полному изгнанию тевтонских рыцарей с Балтийского моря, предложив полякам занять варминские крепости и использовать их в качестве основы для наступления против Кёнигсберга, Самбии и нижней Пруссии. В ответ 22 апреля тевтонская армия в 3 тыс. солдат под командованием фон Плауэна атаковала Пенежно, а затем Пройссиш-Холланд, но штурмы обеих крепостей были отбиты.
25 мая внезапным набегом тевтонский отряд из Нижней Пруссии овладел Зантиром у развилки Вислы и Ногата. Завоеватели укрепили расположенную в городе церковь и построили бастею на берегу Вислы, создав оплот против судоходства по Висле. В ответ прусский гарнизон Мареинбурга укрепил левый берег Ногата.
В конце июня-начале июля вылазка отряда из Кёнигсберга в 600 солдат в Вармию уничтожила посевы в районе Орнеты, Лидзбарка и Пененжно, но попытка осадить последний город провалилась. Союзный флот Данцига, Эльблонга и Фрайенбурга под командованием Скальского провёл диверсию на берегах Самбии и под Кёнигсбергом, а также заставил тевтонцев отступить в Бартошице. После вывода тевтонских рыцарей гарнизоны подчинённых союзу городов совершили ответные вылазки в нижнюю Пруссию.
В мае 1466 года прусско-польское осадное войско вокруг Штаргарда было усилено 300 наёмниками, и 23 июля город был полностью окружён. На следующую ночь гарнизон прорвался к Хойнице и Зантиру, оставив обозы, что позволило Готарду Радлинц занять Штаргард. Узнав о падении города, гарнизон в Кишеве сдал замок полякам.
В августе 1466 года прусские наёмники из Мариенбурга начали акции против Тевтонского отряда Зантира, но к 10 августа их атаки были отражены, и они понесли тяжёлые потери. 10 сентября после прибытия вооружённых лодок и подкреплений из Мариенбурга, Меве, Нойенбурга и Тчева боевые действия возобновились. 16 сентября тевтонский гарнизон Прусиш Марка прервал осаду и позволил гарнизону сжечь Зантир и отступить к Квидзыну.
29 июля 1466 года хорошо подготовленный польский отряд из наёмников, магнатских и надворных хоругвей численностью 5 тыс. человек под командованием Дунина начал кампанию против последней тевтонской крепости в Поморье — Хойниц. Город был окружён укреплениями, и атака гарнизона 17 сентября была отбита. Последовавший штурм закончился разрушением большей части города и капитуляцией 28 сентября на почётных условиях. Захват Хойниц предопределил окончание войны в Поморье.
11 октября 1466 герцог Эрик II выкупил у тевтонских гарнизонов Лемборк и Бытув.

## Финансовые затраты
Из-за неспособности Польши и ордена продолжать войну, а также прогресса в военной области, из-за которого посполитое рушение стало анахронизмом, исход войны решило наличие финансов для оплаты дорогостоящих профессиональных наёмных войск. Годовая стоимость найма одного наёмника составляла 40 венгерских злотых. Отсутствие денег помешало Казимиру IV окончательно разгромить побеждённых тевтонских рыцарей и ликвидировать их государство.

### Польша и Пруссия
Военные расходы Польши составили примерно 1,2-1,3 млн венгерских злотых, обеспеченных специальными налогами и займами у краковских мещан и магнатов. В 1455 году было обложено особым налогом духовенство, которое до этого времени не было обязано платить налоги.
Прусский союз потратил около 800 тыс. венгерских злотых на военные расходы. Более половины расходов взял на себя Гданьск (470 тыс.), 1/7 — Торунь (125 тыс.), 1/15 — Эльблонг (53 тыс.). В результате подсчитано, что прусские города и сословия понесли примерно 40 % расходов, а Польша — 60 %.
Это были огромные затраты, учитывая тот факт, что годовой доход королевской казны составлял всего 90 тыс. венгерских злотых, а во время войны он ещё больше сократился в результате того, что часть доходов была заложена для обеспечения погашения кредитов на подкуп наёмных гарнизонов прусских крепостей. Расходы Прусского союза составили свыше 207 тонн серебра, а Польши — 311 (или 3,5 тонн золота).

### Тевтонский орден
Расходы Тевтонского ордена оценить труднее. Благодаря принятию оборонительной стратегии он нёс меньшие затраты, умело распределяя собственные средства, полученные от немецких баллеев, и заёмные средства, чтобы вернуть себе поддержку некоторых городов и нижнепрусских рыцарей. На последнем этапе войны тевтонские рыцари не могли вести активной обороны. Общие расходы ордена на войну могли составить примерно 1,1-1,2 млн венгерских злотых (300 тонн серебра).
Государство Тевтонского ордена по итогу войны было полностью разрушено в результате разорения городов и сокращения населения, а также понесённых расходов на наёмников. Казимир IV согласился освободить орден от прописанной в мирном договоре на 20 лет оказания вооружённой помощи Польше, а также погасил часть претензий тевтонских наёмников.

## Международная реакция

### Папство
29 мая 1453 года турки-османы захватили Константинополь, прекратив существование Византийской империи. Падение Константинополя, разрушившее надежды на объединение двух ветвей христианства после Флорентийской унии, на короткое время произвело большое впечатление на христианскую Европу.
В ответ папа римский Николай V предпринял попытку прекратить войны в Европе и создать общеевропейский антитурецкий союз, направив обращение к европейским правителям. Несмотря на неэффективность этих призывов, отвоевание Константинополя у мусульман стало главной целью избранного 8 апреля 1455 года Каликста III. Папа послал легатов в европейские страны, чтобы побудить их организовать крестовый поход.
Дипломатические усилия пап не принесли результатов, но отрицательно сказались на репутации Польши; монархи негативно оценили начало войны в таких условиях против Тевтонского ордена в союзе с отлученным от церкви Прусским союзом. Казимир IV оказался в политической изоляции, которая усугубилась в июле 1455 года, когда Калликст III пригрозил отлучить от церкви союзников пруссаков. В то же время европейские страны не предприняли попыток организованного вмешательства в защиту ордена.
Дипломатические попытки Тевтонского ордена положить конец войне оказались безуспешными. Прусский союз проигнорировал приговор об изгнании, вынесенный императором Фридрихом III 24 марта 1455 года, утверждая, что после присоединения Пруссии к Польше больше не подчинятся императорской власти. Наложение интердикта Калликстом III на восставшие провинции также не произвело особого впечатления, поскольку предыдущее неисполнение орденом приказов и постановлений святого престола и злоупотребление проклятиями со стороны пап ослабили значение этой правовой меры, хотя проклятие облегчало пропагандистскую деятельность тевтонцев.
Дипломатическое положение Польши улучшилось в мае и июне 1462 года в результате соглашения с новым королём Чехии Йиржи из Подебрад и заключения соглашений с баварским герцогом и лидером оппозиции императору Людвигом IX и императорским братом и эрцгерцогом Австрии Альбрехтом VI. Выход из политической изоляции позволил королю Казимиру IV проигнорировать миссию благосклонного к ордену папского легата и архиепископа Иеронима Ландо, которому не разрешили въехать в Краков, вынудив папу делегировать Рудольфа Рюдесхаймского с новыми инструкциями.

### Литва
Пребывавшая в возобновившейся в 1444—1445 годах личной унии с Польшей Литва имела с ней конфликт из-за контроля над приграничными землями Волыни и Подолья. На съезде в Бресте представители Польши и Литвы договорились о выгодном Литве компромиссном разделе спорной территории, однако некоторые литовские дворяне предлагали использовать участие Польши в войне с орденом для принуждения её к редактированию решения в пользу Литвы.
Казимир IV попытался убедить Литву вступить в войну, однако великокняжеский совет был против. В конечном итоге в военных действиях в Пруссии Литву представляли подчинявшиеся лично великому князю надворные хоругви. Лишь староста Жемайтии Ян Кезгайлович подчинился приказу, однако имевшихся в его распоряжении сил хватило лишь на временное перекрытие сухопутного пути из Ливонии в Пруссию и спорадических набегов на охранявшую устье реки Неман крепость Мемель.
Позицию Литвы резко негативно оценивали польские историки:
- Владислав Конопчинский называл пренебрежение Литвы «затуманенным не национальным, а просто племенным сознанием»[21],
- Анджей Новак и Павел Ясеница[277] отмечали, что не поддержавшая Польшу Литва не только лишилась возможности укрепить свои позиции на Балтийском море, но и позволила сохраниться восточной части Тевтонского ордена, чем подвергла себя серьёзной опасности в будущем[272][278].

Польско-литовский конфликт обострился после смерти последних мазовецких князей Земовита VI и Владислава II на рубеже 1461 и 1462 годов. Король Казимир IV решил разделить наследство, присоединив Равские и Белзские земли к Польше, оставив сохачевскую землю под властью княгини Анны Олесницкой и проигнорировав требования Литвы. Успехи Польши на заключительном этапе войны лишили Литву возможность приобрести какую-либо выгоду.

### Чехия
Незадолго до начала войны, 10 февраля 1454 года, Казимир IV женился на Эльжбете Ракушанке, старшей сестре правившего с 1453 года Венгрией и Чехией Ладислава Постума. Эльжбета формально была наследницей престола в Праге и Буде, поскольку эти права унаследовал родившийся в 1456 году её первенец Владислав II. Ситуация на южной границе Польши значительно осложнилась в ноябре 1457 года со смертью Ладислава Постума. Власть в Праге взял лидер утраквистов и регент Йиржи из Подебрад, который, обеспокоенный возможными династическими притязаниями Ягеллонов, заключил соглашение с Тевтонским орденом, облегчившее великому магистру вербовку наёмников в Чехии. На конгрессе в Глогуве в мае 1462 года Йиржи в обмен на отказ Казимира IV от претензий на Вроцлав признал приобретения Польши в Силезии и её войну против Тевтонского ордена.
Папа римский Павел II в ходе конфликта с Йиржи в 1465 году начал формировать античешскую коалицию католических государств. С этой целью он предпринял энергичные действия для быстрого прекращения польско-тевтонской войны на основе справедливого урегулирования вопроса спорных земель, делегировав для выполнения этой миссии легатом епископа Рудольфа Рюдесхаймского.
Победа умеренного утраквистского движения над радикальными таборитами в гуситских войнах в 1434 году привела к постепенной эмиграции опасавшихся репрессий сторонников последних. Они охотно служили солдатами в Европе, и ценились как специалисты по военной тактике, предполагавшей использование пехоты и военных повозок.

### Священная Римская империя
Несмотря на всеобщую симпатию к Тевтонскому ордену, государства и города Священной Римской империи, особенно входившие в Ганзейский союз, не могли себе позволить вмешаться в его защиту из-за прочных экономических связей с городами Прусского союза. В середине XV века усилились раздоры между отдельными городами Ганзы, из-за чего союз стал неспособным к совместным политическим действиям и ограничился борьбой за торговые привилегии и уничтожением пиратов.
Краткосрочные интересы также помешали курфюрсту Бранденбурга Фридриху II поддержать Тевтонский орден, ибо из-за критической нехватки финансов рыцари в обмен на заём в 40 тыс. рейнских флоринов передали ему область Ноймарк . В ходе войны курфюрст укрепил здесь свою власть, а затяжные финансовые проблемы ордена не позволили монахам возвратить отданный регион.

### Скандинавия
Заключённая в 1397 году между Данией, Норвегией и Швецией Кальмарская уния к 1448 году ослабла, когда к власти в Швеции пришёл король Карл VIII Кнутссон Бунде. Однако сильнейшее государство союза Дания стремилась восстановить союз, заручившись поддержкой привилегированных слоев Швеции. Учитывая сопротивление шведского населения, прекращавшаяся и возобновлявшаяся несколько раз Кальмарская уния не смогла обеспечить господство скандинавских стран в Прибалтике.
Включение Пруссии в состав Польши было негативно воспринято Данией, поскольку открывало доступ к Балтийскому морю другой державе и снижало шансы на скандинавское доминирование. Датский король Кристиан I на фоне начавшихся боевых действий летом 1455 года поддержал Тевтонский орден, и датский флот начал борьбу с судоходством Прусского союза. В то же время Дания предъявила претензии на принадлежавшую Ливонскому ордену Эстонию, надеясь получить эту провинцию в обмен на помощь.
Как следствие, изгнанный из Швеции в 1456 году Карл VIII нашёл убежище в Померании и, ожидая возможности возобновить борьбу за престол, предпринял действия против тевтонских рыцарей. Вместе с тем поражение датского флота против прусского флота и каперов в 1457—1458 годах побудило Кристиана I принять перемирие при посредничестве Ганзы.
В августе 1464 года Кнутссон Бунде покинул Померанию со своим войском и попытался вернуть себе шведский трон.

### Померания
3 января 1455 года Польша заключила договор со свергнутым в 1440 году с датского престола и изгнанным с Готланда в 1449 году Эриком I: в обмен на передачу Лемборка и Бытува в феодальное владение тот обязался защищать эти города от Тевтонского ордена. Смерть Эрика I в 1459 году аннулировала союз, а его наследник Эрик II вступил в кратковременную дружбу с орденом, вернув рыцарям два города. В 1462 году после победы поляков в битве при Свечино Эрик II заключил прежнее соглашение с Польшей по двум городам.

## Завершение войны

### Мирные переговоры
Польша была истощена долгой и дорогостоящей войной, и дворянство не хотело продолжать финансирование армии. Истощение обеих сторон в середине 1466 г. усугубилось эпидемией, особенно опасной в городах, в результате которой в Польше сложилась мысль о бессмысленности дальнейших дорогостоящих и трудных осад. В кругу короля Казимира IV преобладало мнение, что захват всего Тевтонского ордена был за пределами возможностей, а влияние Прусского союза в восточной части орденского государства было гораздо слабее, чем в Поморье. Это определило решение ограничить польские территориальные требования Поморьем, Повислем, контролируемой Бернардом Шумборским Хелмненской землёй и епископством Вармия.
Благоприятная ситуация для мирных переговоров была инициирована дипломатическими действиями нового папы Павла II, целью которого было включение Польши в античешскую коалицию католических стран. Папа назначил посредником между Краковом и Кёнигсбергом левантийского епископа Рудольфа Рюдесхаймского, целью которого была реализация территориальных претензий Польши и Прусского союза при сохранении независимости остальной части монашеского государства.
Последние переговоры в Торуни начались 8 сентября 1466 г. Папский легат, согласовав условия мира с Казимиром IV, представил их ожидавшей в Хелмно тевтонской делегации, пригрозив не признавать мир, заключённый таким образом, если Польша не будет участвовать в античешском крестовом походе. Предметом переговоров был вопрос о принадлежности Повисля и степени независимости Тевтонского ордена. Решающая победа поляков и пруссаков при Хойнице, захваченной после непродолжительной осады, настолько ослабила переговорные позиции тевтонских рыцарей, что 10 октября великий магистр прибыл в Торунь и пошёл на уступки. 19 октября, после 26 дней переговоров, Второй Торуньский мир был торжественно ратифицирован в усадьбе Артус в Торуни.

### Второй Торуньский мир
Хотя результаты переговоров не отразили фактического преимущества поляков, мирный договор исключал орден из важных государств Европы того времени. Торуньский мир с Польшей и её данниками — князьями Мазовецкими, князем Эриком II Померанским, воеводой Молдавии, епископом Вармии был заключён только прусской ветвью Тевтонского ордена. Сохранился принцип включения всех прусских земель в состав Польши, принятый в акте о капитуляции прусских сословий 1454 года. Орден подчинился власти польского короля, но без акта инвеституры, типичного для феодальных отношений. Людвиг фон Эрлихсхаузен принял присягу в день Торуньского мира, и каждый последующий великий магистр был обязан принести присягу в течение шести месяцев со дня избрания.
Тевтонский орден отказался от самостоятельной внешней политики, не мог вести войну против католиков без согласия Польши и был обязан оказывать ей вооружённую помощь. При этом сохранялся канонический принцип избрания великого магистра независимо от воли польского короля, были обеспечены независимость церковного учреждения и отдельная система правосудия. Великий магистр стал членом коронного совета, и его отстранение от должности требовало согласия короля.
Стороны, заключающие договор, уклонились от точного определения принципа вотчины Тевтонской Пруссии, оставив формальную власть над орденскими землями папе римскому. Это послужило юридическим предлогом для вмешательства папы в дела Пруссии и представляло собой уступку Польши акту об инкорпорации 1454 г., завоёванному ей после 13 лет сопротивления ордена.
Торуньский мирный договор установил принцип свободного возвращения горожан и дворянства в свои поместья, выбора места жительства и амнистии подданных обеих сторон конфликта и свободу торговли.
Завоёванные поляками земли были разделены на Хелмненское, Поморское и Эльблонгское (позже — Мальборкское) воеводства. В 1467 г., чтобы сделать прусскую систему похожей на королевскую, должность губернатора была упразднена и были введены городские и земельные суды.

### Территориальные изменения
Так называемая Королевская Пруссия состояла из польских провинций, утраченных в XIII веке: Михаловская земля, Хелменская земля с Торунью и Восточное Поморье, а также части собственно Пруссии и Помезании: Жулавы с Мальборком, Эльблонгом, Толькмицко и Дзежгонью. Под власть королевства перешло также всё Варминское епископство, включая Лидзбарк и Ольштын. Королевская Пруссия получила автономию, своё окружное собрание, а должности должны были занимать только жители округов.
Власть Тевтонского государства теперь простиралась главным образом над его прежней восточной частью — Нижней Пруссией, Самбией, частью Верхней Пруссии и Помезанского пояса, отделяющего Вармию от Хелмненской земли, включая Дзялдово и Квидзын на Висле. Орден сохранил за собой устье Немана и доходы от литовской торговли, а также власть над Помезанским епископством.

## Итоги

### Выход Польши к Балтийскому морю
Главным территориальным и экономическим результатом войны стало возвращение Польшей доступа к Балтийскому морю. Падение Константинополя привело к постепенному закрытию торговых путей, ведущих из Польши в Западную Европу через Чёрное море, и поставило возможность торговли в зависимость от устья Вислы и выхода к Балтийскому морю (Османская империя получала значительные доходы от своего расположения на перекрестке торговых путей и выступала посредником между Западной Европой, Ближним Востоком и Африкой. Однако она стремилась закрыть Чёрное море для иностранных кораблей ради безопасности Стамбула и не была заинтересована в посредничестве в торговле зерном между Восточной и Западной Европой, поскольку сама была экспортёром этого сырья.
Тевтонский орден, отказавшись по мирному договору от бассейна реки Вислы, за исключением Помезании и Квидзына, потерял часть доходов и возможность контролировать торговлю по Висле, но, сохранив за собой Кёнигсберг и Мемель, он всё же мог получать доходы от литовской торговли на основе Немана.
Всё течение реки Вислы теперь было под властью Польши, а увеличение спроса на сырьё в Западной Европе во второй половине XV века совпало с возросшей возможностью поставок, что способствовало головокружительным темпам развития торговли по Висле и значительному развитию экспорта зерна, который доминировал в польской экономике в последующие годы.

### Статус Данцига
В результате привилегий, полученных во время войны, и временной блокировки торгового пути через Эльблонг польская морская торговля сосредоточилась в Данциге (Гданьске). Город сохранил за собой право исключительного коммерческого посредничества с 1442 года, расширив свои привилегии, включив в них право контролировать судоходство и собирать налоги. Власть Польши над устьем Вислы оставалась строго ограниченной. Прибыль Гданьска, полученная от торгового посредничества, позволила городу развиваться, благодаря чему он стал крупнейшим и богатейшим городом в Польше, сохранив мультикультурализм и далеко идущую независимость.

### Судьба Тевтонского ордена
Несмотря на формальное включение в состав Польши на основе феодального владения земель, оставшаяся под властью великих магистров часть Пруссии сохранила независимость. Король Польши обязался не вмешиваться в выборы последующих великих магистров, хотя и поставил условие о приёме в орден и поляков. Несмотря на нечёткие положения мирного договора о степени подчинения Польше, орден был вынужден отказаться от независимой внешней политики и оказывать сюзерену вооружённую помощь.
Мирный договор закрепил распад Тевтонского ордена. Оставшийся в одиночестве Ливонский орден начал политику сближения с Польшей и Литвой с целью заключения оборонительного союза против Великого московского княжества.
Лишь орденские бейлевики в Германии, ещё признававшие власть императора, сохранили независимость.

## В культуре
Взятие Мариенбурга упоминаются в последней главе романа Генрика Сенкевича «Крестоносцы». Заключительный фрагмент войны является фоном романа Владислава Струмского «По следам Грюнвальда». Битва под Свецином вместе с предшествующими ей событиями представлена Стефаном Жеромским в романе «Ветер с моря».
Отдельные эпизоды Тринадцатилетней войны стали основой для реконструкций:
- в гмине Крокова ежегодно проходит реконструкция битвы под Свечино[323].
- подобное мероприятие в сочетании с турниром рыцарских команд происходит недалеко от Хойнице, но в другом месте[322].
- до 2014 года в Сухаче проходила реконструкция боя в бухте Свежа, совмещённая с выставкой и ярмаркой[324].